# 金山路
22°21′42″N 114°09′00″E / 22.3616066°N 114.1501295°E
金山路（英語：Golden Hill Road）位於金山，是麥理浩徑第六段的一部份，通往金山郊野公園的西部入口，連接金山發射站及大埔道。
金山路的頭段亦是九龍水塘的水壩。